# Joseph Basmadjan
Joseph Basmadjan (* 15. Juli 1920 in Aleppo, Syrien; † 11. Dezember 1988 in Aleppo) war ein armenisch-katholischer Erzbischof von Aleppo.

## Leben
Joseph Basmadjan empfing am 25. Dezember 1945 die Priesterweihe und wurde am 4. Juli 1984 zum Erzbischof von Aleppo ernannt. Der Patriarch von Kilikien Erzbischof Johannes Bedros XVIII. Kasparian ICPB spendete ihm am 23. September 1984 die Bischofsweihe, assistiert von den Mitkonsekratoren Grégoire Ghabroyan ICPB, Apostolischer Exarch von Frankreich, André Bedoglouyan ICPB, Weihbischof in Kilikien, und Krikor Ayvazian, Bischof von Kamichlié.